# Ligne de Chars à Magny-en-Vexin
La ligne de Chars à Magny-en-Vexin est une ancienne ligne de chemin de fer secondaire à voie normale de 12,1 km de longueur, située dans l'Oise et le Val-d'Oise. Embranchement de la ligne de Saint-Denis à Dieppe, elle permet depuis cette dernière de desservir le bourg de Magny-en-Vexin, centre agricole du Vexin français. Elle constitue la ligne 347 000 du réseau ferré national.

## Histoire
Jusque dans les années 1840, Magny-en-Vexin, située approximativement à mi-chemin de Paris et de Rouen, constitue un relais important de diligences, reliant notamment Paris à Rouen et Le Havre. Mais l'ouverture du chemin de fer entre Paris et Rouen le 9 mai 1843 porte un coup fatal à ce trafic, qui porte la même année sur sept voitures quotidiennes dans chaque direction. Le trafic cesse vers Paris et est d'abord redirigé vers Mantes et vers Pontoise, que la ligne de Paris-Nord à Lille dessert à partir du 20 juin 1846.
Dès le milieu du XIXe siècle, la population appelle de ses vœux une desserte par le chemin de fer, dont elle attend un important développement économique, d'autant qu'une nouvelle ligne en projet doit relier Pontoise à Dieppe et être achevée en mai 1863. Magny comptant plus de trois mille habitants à cette époque, il paraît évident que cette nouvelle ligne passera par la commune ; mais les espoirs sont rapidement déçus, le tracé remontant la vallée de la Viosne plus à l'est pour rejoindre celle de la Troesne, ignorant Magny-en-Vexin. Lors de l'ouverture du tronçon de Pontoise à Gisors de la ligne de Dieppe, le 4 octobre 1868, le trafic des diligences est de nouveau redirigé, cette fois vers la gare de Chars, par Serans et par Nucourt. Mais l'ouverture de la ligne de Chars à Magny-en-Vexin entraîne l'arrêt de cette dernière desserte, pour ne laisser subsister que deux voitures quotidiennes vers Mantes, dont une est rapidement supprimée.
Cette ligne, embranchement à voie normale de la ligne de Saint-Denis à Dieppe et pendant occidental de l'embranchement de Chars à Marines, est concédée le 12 juillet 1865 par le conseil général de Seine-et-Oise à François-Hubert Débrousse, auquel se substitue rapidement une société anonyme, la nouvelle compagnie du chemin de fer de Magny-en-Vexin à Chars, en tant que concession d'intérêt local. Une convention signée le 13 février 1868 entre le préfet du département de Seine-et-Oise et M. Débrousse lui concède la ligne pour une durée de quatre-vingt-dix-neuf ans, et lui vers la somme de 600 000 francs, dont 480 000 francs provenant du département de Seine-et-Oise et 120 000 francs de l’État, à charge pour lui de réaliser le chemin de fer à ses frais, risques et périls, dans un délai de deux ans suivant le décret impérial déclarant la ligne d'utilité publique, signé le 26 juillet 1868. Débrousse conserve pendant six ans le droit exclusif de prolonger la ligne à Bray-et-Lû.
Des procès puis la guerre de 1870 retardent les travaux de la ligne, qui est finalement ouverte le 13 août 1871. D'une longueur de 12,1 km et desservant deux gares intermédiaires, Nucourt et Bouconvillers, la ligne voit transiter 40 000 voyageurs et 32 000 tonnes de marchandises en 1879. En 1877, le trajet vers Paris coûte de 4,20 F à 7,70 F selon la classe, soit un montant équivalent à celui des diligences, mais le trajet ne demande plus que deux heures au lieu de douze heures en 1801 et sept heures en 1826.
La ligne est rachetée par l'État par une convention signée le 29 mai 1900 entre le ministre des Travaux publics et la Compagnie du chemin de fer de Magny à Chars. La ligne est concédée à la Compagnie des chemins de fer de l'Ouest et reclassée d'intérêt général par une loi le 22 août 1900. En 1909, la ligne passe sous le contrôle du réseau de l'État, comme toutes les lignes de la compagnie de l'Ouest.
Le trafic de voyageurs est transféré sur route le 2 octobre 1949 et seul un trafic résiduel de marchandises lui survit jusqu'en 1987 sous le régime des dessertes à trafic restreint. Le bâtiment de la gare de Magny-en-Vexin est resté depuis en l'état ; seule la marquise a disparu.
La section de Bouconvillers à Magny-en-Vexin (PK 4,200 à 12,150) a été déclassée le 9 décembre 1992 et celle de Chars à Bouconvillers (PK 0,350 à 4,200) le 11 janvier 2002.
En 1995, le musée des tramways à vapeur et des chemins de fer secondaires français (MTVS), situé trop à l'étroit dans ses locaux de Butry-sur-Oise, propose d'exploiter la ligne à vocation touristique, avec l'aide des collectivités locales. Elle serait alors réaménagée à voie métrique, un atelier de 700 m2, un musée de 1 500 m2 et des garages pour abriter la collection sont alors prévus. Mais en 2008, un changement de majorité dans le département du Val-d'Oise met fin au projet, le projet n'étant plus inscrit dans le nouveau contrat de plan 2009-2013. La voie est déposée vers 1995 entre Bouconvillers et Magny-en-Vexin, puis en mai 2011 de Chars à Bouconvillers.

## Tracé
L'antenne de Chars à Magny-en-Vexin trouve son origine en gare de Chars, sur la ligne de Saint-Denis à Dieppe, qui remonte la vallée de la Viosne depuis Pontoise. Elle traverse le tunnel de Clochard parallèle au tunnel de Chars de la ligne de Saint-Denis à Dieppe, avant de s'en séparer et de s'orienter à l'ouest en limite des départements du Val-d'Oise (anciennement Seine-et-Oise), et de l'Oise pour gravir le plateau du Vexin français avec une rampe atteignant 20 ‰. Après avoir desservi Bouconvillers et atteint le faîte du parcours après une nouvelle rampe de 13 ‰, la ligne amorce sa descente en pente de 18 ‰ et dessert alors Nucourt, avant d'atteindre son terminus en impasse à Magny-en-Vexin, dans la vallée de l'Aubette de Magny. Une correspondance y est assurée avec les chemins de fer de grande banlieue (CGB), sur ce réseau secondaire à voie normale vers Sagy, Meulan-en-Yvelines et Saint-Germain-en-Laye.

## Exploitation

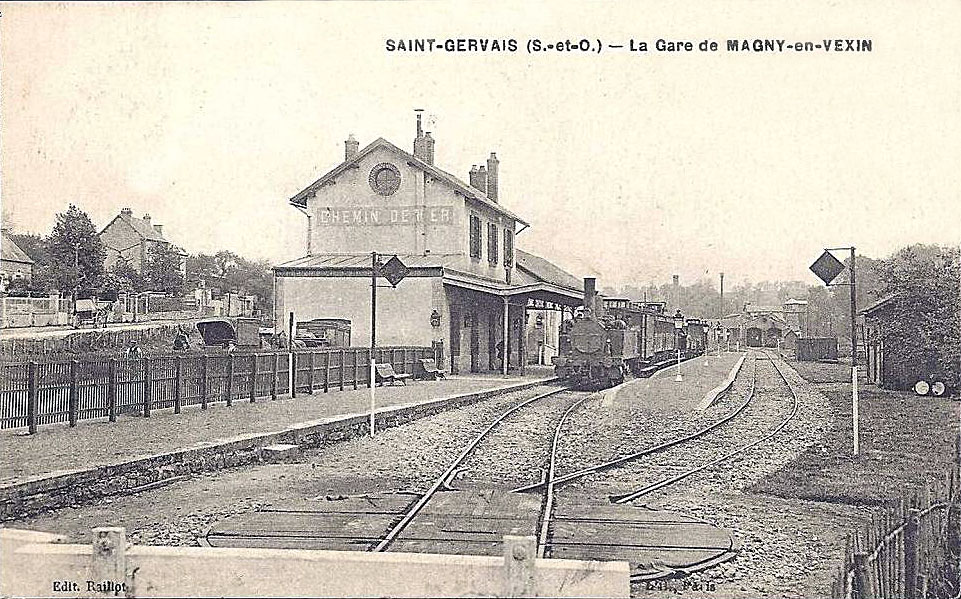
La gare de Magny-en-Vexin vers 1900.

Aux débuts de l'exploitation, le parc de matériel est constitué de deux locomotives 030 T, et de quatre voitures à essieux. Plus tard, diverses séries de 030 T du dépôt de Gisors circulent sur la ligne, ainsi que sur celle de Chars à Marines. En 1914, la desserte est assurée par six aller-retours omnibus quotidiens, dont un facultatif. Quelques années plus tard, des autorails Renault-SCEMIA complètent le parc, et assurent deux navettes par jour.
À la suite de la fermeture de la ligne aux voyageurs en 1949, la SNCF assure la traction des trains de marchandises sur la ligne à l'aide de 030 TA détachées du dépôt de Sotteville, puis avec des locomotives diesel.